# Annie Llewelyn-Davies, Baroness Llewelyn-Davies of Hastoe
Annie Patricia Llewelyn-Davies, Baroness Llewelyn-Davies of Hastoe, geborene Perry, frühere Rawdon Smith (* 16. Juli 1915 in Birkenhead; † 6. November 1997 in Colchester) war eine britische Politikerin. Sie war jeweils die erste Frau als Chief Whip sowohl im House of Commons wie im House of Lords und war während der Labour-Regierung 1974 bis 1979 Captain of the Gentlemen-at-Arms.

## Frühe Jahre und Privates
Annie Llewelyn-Davies wurde als Annie Parry geboren. Sie absolvierte ein Studium am Girton College in Cambridge. 1934 heiratete sie Alexander Francis Rawdon Smith, einen Physiologie-Forscher. Die Ehe blieb kinderlos und wurde geschieden. 1943 heiratete sie Richard Llewelyn Davies. Als dieser zum Life Peer erhoben wurde, wurde der Nachname mit einem Bindestrich versehen. Das Ehepaar hatte drei Töchter.

## Politische Laufbahn
1940 trat Annie Llewelyn-Davies in die öffentliche Verwaltung ein und war im Ministry of War Transport, im Foreign and Commonwealth Office und im Commonwealth Relations Office tätig. Dreimal kandidierte sie erfolglos für das britische Parlament. 1967 wurde sie zum Life Peer erhoben mit dem Titel Baroness Llewelyn-Davies of Hastoe, of Hastoe in the County of Hertford. Zwischen 1969 und 1970 war sie Fraktionsvorsitzende (Chief Whip) der Regierung im House of Lords und ab 1972 Chief Whip der Opposition. Damit war sie die erste Frau, die in beiden Parlamentskammern dieses Amt innehatte. Als die Labour Party wieder in Regierungsverantwortung kam, wurde sie 1974 Captain of the Gentlemen-at-Arms (Government Chief Whip) und 1975 Privy Council (Geheimer Kronrat). Von 1979 bis 1982 war Annie Llewelyn-Davies erneut Chief Whip der Opposition und von 1982 bis 1987 Principal Deputy Chairman of Committees im House of Lords, ein Amt das gleichbedeutend mit dem der Vorsitzenden der European Communities Committee war.

## Tod
Annie starb am 6. November 1997 im Alter von 82 Jahren in Colchester im Haus des ehemaligen konservativen Ministers Lord Alport, der sie in ihren letzten Lebensjahren gepflegt hatte. Das Paar hatte seine Beziehung, die es 1983 nach dem Tod seiner vorherigen Partner eingegangen waren, geheim gehalten, da Annie Llewelyn-Davies fürchtete, es würde Cuthbert Alport politisch schaden. Deshalb hatte sie sich auch geweigert, ihn zu heiraten. Alport starb wenige Monate nach ihr.